# Johann Wilhelm Edmund von Sinzendorf
Graf Johann Wilhelm Edmund von Sinzendorf (* 10. September 1697; † 6. Januar 1766 in Wien) war k.k. Diplomat und Staatsmann.
Er entstammt der Fridau’schen Linie der Familie Sinzendorf.
Seine Eltern waren der Graf Philipp Ludwig Wenzel von Sinzendorf (* 26. Dezember 1671; † 8. Februar 1742) und dessen Ehefrau die Gräfin Katharina Rosina von Waldstein verwitweten Gräfin Löwenstein. Sein Bruder Philipp Ludwig wurde Fürstbischof von Breslau.
Der Graf wählte den Staatsdienst und stieg dort zum Geheimen Rat auf. Er wurde im März 1718 Rat in der Regierung von Mailand und der Niederlande ernannt. Außerdem wurde er in Staatsgeschäften als Kommissar nach Neapel und Sizilien geschickt. Er war seit 1744 Träger des Ordens vom Goldenen Vließ.
Er war zweimal verheiratet. Zuerst heiratete er am 10. Oktober 1716 Bianca Sforza Visconti  (* 1. April 1697; † Dezember 1717). Das Paar hatte eine Tochter:
- Bianca Maria (* 13. November 1717; † 1783) ⚭ 1736 Filippo Domenico Doria (1710–1768)[1]

Am 17. Januar 1724 heiratete er die Prinzessin Maria Josefa Amalia Antonia von Eggenberg (* 24. Januar 1709; † 7. Mai 1755).  Das Paar hatte eine Tochter:
- "Rosina" Veremund Josefa (* 13. Oktober 1725; † 14. Mai 1796) ⚭ 1748 Franz Josef von Sinzendorf-Ernstbrunn (* 28. Juli 1724; † 29. März 1792)